# Azzio
Azzio es un municipio italiano de la provincia de Varese, región de Lombardía, con 790 habitantes.

## Evolución demográfica
| Gráfica de evolución demográfica de Azzio entre 1861 y 2001 |
|                                                             |
| Fuente ISTAT - elaboración gráfica de Wikipedia             |